# Onda de calor na Índia em 2015
Uma onda de calor atingiu a Índia desde março de 2015 até maio de 2015 e causou a morte de mais de 2500 pessoas em várias localidades indianas. A onda de calor ocorreu durante a estação seca indiana, que geralmente dura de março a maio. Em 24 de maio, o recorde de temperatura datada de 1947 de 47,2 °C (117,0 °F) foi quebrado na cidade de Khammam, com 48 °C (118 °F). A temperatura do ar em regiões montanhosas, como Mussoorie, situado a 2010 metros (6580 pés) de altitude, subiu aos 36 °C (97 °F).
Os estados de Andra Pradexe e o seu vizinho Telanganá, no sul da Índia, onde morreram mais de 1.735 e 585 pessoas, respectivamente, foram as áreas mais afetadas pela onda de calor. Outras vítimas vieram dos estados orientais da Bengala Ocidental e Orissa. A alta demanda por eletricidade para alimentar o ar condicionado levou a quedas de energia em algumas cidades. A onda de calor viu as temperaturas mais altas registradas desde 1995, posteriormente superadas em maio de 2016 por uma onda de calor separada em Phalodi.

## Recordes de temperatura
| Data       | Local             | Temperatura    |
| ---------- | ----------------- | -------------- |
| 21 de maio | Jharsuguda        | 45 °C (113 °F) |
| 21 de maio | Hyderabad         | 46 °C (115 °F) |
| 23 de maio | Allahabad         | 47 °C (117 °F) |
| 24 de maio | Khammam           | 48 °C (118 °F) |
| 25 de maio | Aeroporto de Deli | 45 °C (113 °F) |

## Causas
A onda de calor foi causada em grande parte por chuvas mais esparsas do pré-época de monções, que trouxeram menos umidade do que o normal para a área, deixando grandes partes da Índia áridas e secas. O fim repentino das pancadas de chuva anteriores às monções, uma tendência incomum na Índia, contribuiu para as ondas de calor. Além disso, a temporada de monções foi posterior e mais ao sul do que a tendência normal. Esse padrão climático, juntamente com o efeito El Niño, que frequentemente aumenta as temperaturas na Ásia, combinou-se para criar as altas temperaturas recordes. O Loo, um vento seco originário do Paquistão e noroeste da Índia, contribuiu para o aumento da temperatura na Índia.